# 최청림
최청림(崔靑林, 1941년 7월 15일 ~ 2016년 10월 17일)는 대한민국의 언론인이다.

## 학력
- 중앙고등학교 졸업
- 서울대학교 경제학과 졸업

## 경력
- 1965년 조선일보 공채 기자 입사
  - 조선일보 사회부 기자
  - 조선일보 경제부장
  - 조선일보 편집국 국장
  - 조선일보 논설위원실 실장
- 한국신문방송편집인협회 부회장
- 대통령 비상경제자문위원회 위원
- 방송위원회 선거방송심의위원회 위원
- 한국프레스클럽 운영위원

## 수상 내역
- 1977년 철탑산업훈장

## 저서
- 이래서 잘 산다
- 최청림의 경제시대
- 한국의 자기비판

## 참고 자료
- (발자취) 최청림 본지 前 편집국장